# Washington (stat)
Washington este un stat al Statelor Unite ale Americii, situat în așa numita zonă a Pacificului de Nordvest a Statelor Unite continentale. Statul a fost denumit după George Washington, întâiul președinte al Statelor Unite.  Capitala statului este Olympia, dar cel mai mare oraș este Seattle.  Conform recensământului din 2000, populația statului era de aproximativ 5,9 milioane în timp ce populația activă era de 3,1 milioane.  Locuitorii statului Washington sunt numiți "Washingtonians" (cu o accentuare pe a treia silabă, care este pronunțată aidoma cuvântului englez "tone"). 
Statul Washington nu trebuie confundat cu Washington, D.C., capitala federală a națiunii.  În mod practic, orașul este adesea denumit simplu D.C., iar statul este adesea numit Washington State. 
Trei vase ale United States Navy, Forțele militare maritime ale SUA, incluzând două vase de luptă, au fost denumite de-a lungul timpului USS Washington pentru a onora statul.  Alte vase au purtat acest nume în onoarea lui George Washington.

## Geografie
Washington este cel mai nord-vestic stat din partea contiguă a Statelor Unite ale Americii. Granița sa nordică urmează în mare parte paralela de 49 de grade latitudine nordică, separându-l de provincia canadiană British Columbia. La sud, Washington se învecinează cu Oregon, mare parte din graniță fiind formată de Râul Columbia si de paralela de 46 de grade latitudine nordică. La est se învecinează cu Idaho, pe meridianul confluenței râurilor Snake și Clearwater (aproximativ 116°57' longitudine vestică), în secțiunea sudică granița urmând râul Snake. La vest de statul Washington se află Oceanul Pacific.

## Istorie
Înaintea ajungerii exploratorilor din Europa, această regiune a Pacificului, numită în engleză „Pacific Coast” avea numeroase așezăminte ale triburilor locuitorilor nativi ai Americii de Nord, fiecare dintre ele cu obiceiurile, tradițiile și cultura proprie puternic individualizate.  Astăzi, printre cele mai remarcabile obiecte arheologice rămase de la aceste triburi se numără stâlpii totemici, bărcile de tip canoe și măștile unic individualizate prin sculptare, pictare sau ambele.  Cele mai importante ocupații ale acestor triburi erau legate de pescuirea somonilor și de vânarea balenelor.

## Demografie

### 2010
Populația totală a statului în 2010: 6,724,540

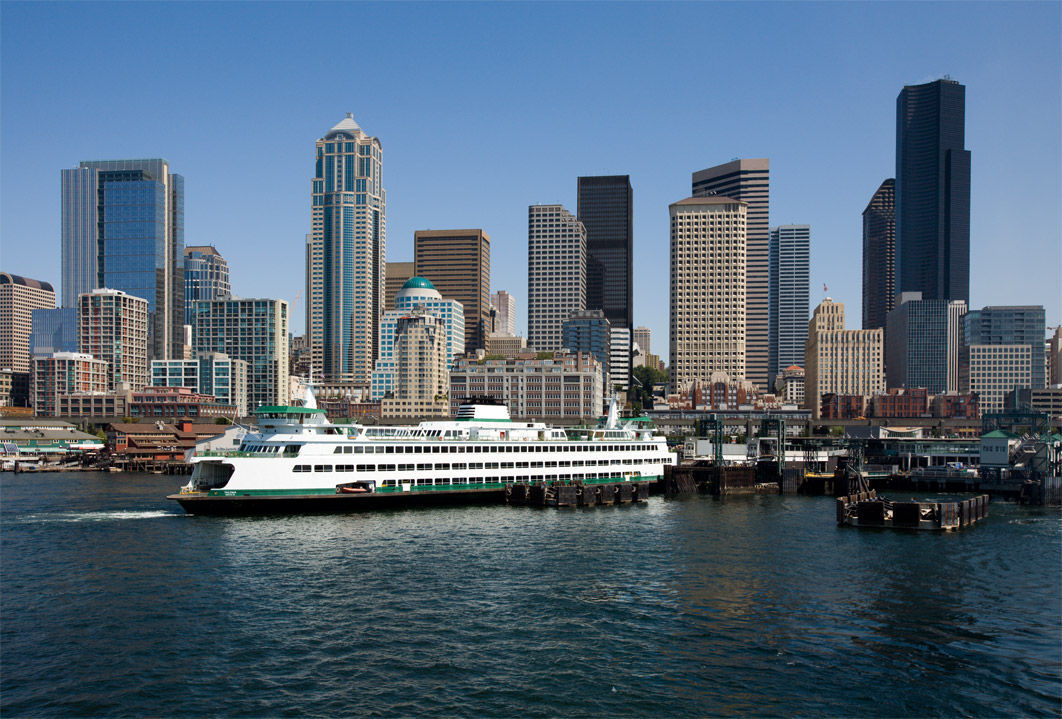
Seattle cel mai populat oraș al statului

Structura rasială în conformitate cu recensământul din 2010:
- 77.3% Albi (5,196,362)
- 3.6% Negri (240,042)
- 1.5% Americani Nativi (103,869)
- 7.2% Asiatici (481,067)
- 0.6% Hawaieni Nativi sau locuitori ai Insulelor Pacificului (40,475)
- 4.7% Două sau mai multe rase (312,926)
- 5.1% Altă rasă (349,799)
- 11.2% Hispanici sau Latino (de orice rasă) (755,790)

## Știați că...?
- Ghețarii de pe Muntele Rainier și din împrejurimi alcătuiesc una dintre cele mai întinse formațiuni de acest tip din America de Nord (cu excepția Alaskăi).
- La Seattle  și-a început activitatea Boeing, puternicul concern aeronautic și aerospațial.
- Parcul Național Mount Rainier  a fost inagurat  în 1899, fiind unul din primele cinci obiective de acest fel din Statele Unite.
- Localnicii au avut ocazia să se convingă cât de puternice pot fi forțele naturii care dormitează  în adâncul vulcanilor de pe teritoriul statului Washington cu ocazia erupției vulcanului  St. Helens din 1980, norul de cenușă s-a ridicat la peste 20 km înalțime, unele case au fost îngropate, iar 400 km² de pădure au fost distruși.

## Artă și cultură

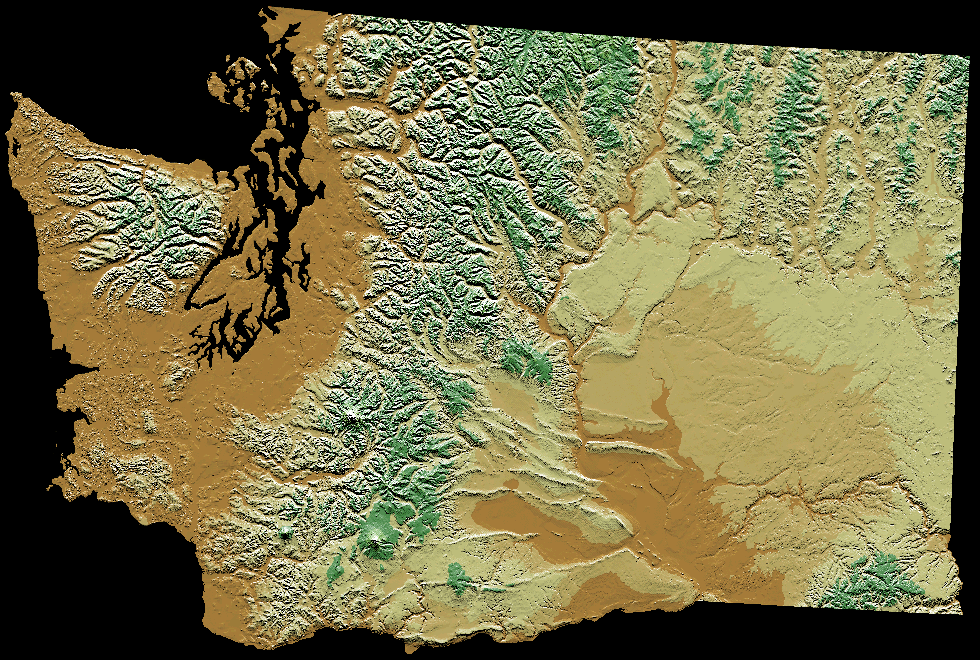
Digitally colored elevation map of Washington.

- Washington State Park System, sistemul de parcuri al statului
- Musică din statul Washington, SUA
- Listă a muzicienilor din statul Washington, SUA
- Listă de oameni din statul Washington, SUA

## Simbolurile statului
Cântecul de stat este "Washington, My Home", pasârea statului este American Goldfinch, iar fructul statului este mărul.  Dansul de stat, adoptat în 1979, este Square Dance.  